# Orioles de Montréal
Les Orioles de Montréal est une équipe de baseball située à Montréal, au Québec, évoluant pour la ligue de baseball junior élite du Québec (LBJEQ). Leur domicile se trouve au Stade Gary-Carter.